# Diocese de Calahorra e La Calzada-Logroño
A Diocese de Calahorra e La Calzada-Logroño (em latim: Dioecesis Calaguritanus et Calceatensis – Lucroniensis) é uma diocese da Igreja Católica da Espanha, sediada nas cidades de Calahorra, Santo Domingo de la Calzada e Logronho ambas  na província e comunidade autónoma da La Rioja. Faz parte da Arquidiocese de Pamplona e Tudela. Foi fundada no Século V como Diocese de Calahorra.  Em 2022 contava com uma população católica de 292 900 fiéis, sendo 92,5% da população total, e tinha 220 paróquias.

## História
No Século V é fundada a Diocese de Calahorra na Espanha.  No Século XIII a Diocese de Calahorra se une com a Diocese de La Calzada formando a Diocese de Calahorra e La Calzada. Em 1861 a Diocese de Calahorra e La Calzada juntamente com as dioceses de Pamplona, Santander e a Arquidiocese de Burgos perdem território para a formação da Diocese de Vitória.  Em 1949 a diocese perde território para a Diocese de Vitória. Em 1955 a Diocese de Calahorra e La Calzada perde território para as dioceses de Tortosa e Osma. No mesmo ano a diocese ganha parte do território da Diocese de Tarazona. Ainda em 1959 houve uma troca territorial entre a Diocese de Calahorra e La Calzada e a Arquidiocese de Burgos. Em 1956 a diocese tem sua província eclesiástica alterada, passando de Burgos para Pamplona e Tudela. Em 1959 a diocese tem seu nome alterado para 
Diocese de Calahorra e La Calzada-Logroño.

## Lista de bispos
A seguir uma lista de bispos desde 1170. Não se tem muita informação dos bispos anteriores a essa data.
|                                          | Nome                                     | Período                                  | Notas                                    |
| Bispos de Calahorra e La Calzada-Logroño | Bispos de Calahorra e La Calzada-Logroño | Bispos de Calahorra e La Calzada-Logroño | Bispos de Calahorra e La Calzada-Logroño |
| ---------------------------------------- | ---------------------------------------- | ---------------------------------------- | ---------------------------------------- |
| 6.º                                      | Santos Montoya Torres                    | 2022 - atual                             |                                          |
| 5.º                                      | Carlos Manuel Escribano Subías           | 2016 - 2020                              | Nomeado arcebispo de Saragoça            |
| 4.º                                      | Juan José Omella Omella                  | 2004 - 2015                              | Nomeado arcebispo de Barcelona           |
| 3.º                                      | Ramón Búa Otero                          | 1989 - 2003                              | Renunciou                                |
| 2.º                                      | Francisco Alvarez Martínez               | 1976 - 1989                              | Nomeado bispo de Orihuela-Alicante       |
| 1.º                                      | Abílio del Campo y de la Bárcena         | 1959 - 1976                              | Renunciou                                |
| Bispos de Calahorra e La Calzada         |                                          |                                          |                                          |
| 75.º                                     | Abílio del Campo y de la Bárcena         | 1953 - 1959                              | Nomeado bispo dessa diocese              |
| 74.º                                     | Fidel García Martínez                    | 1927 - 1953                              | Renunciou                                |
| 73.º                                     | Antonio María Cascajares y Azara         | 1884 - 1891                              | Nomeado arcebispo de Valladolid          |
| 72.º                                     | Gabino Catalina y del Amo                | 1875 - 1882                              | Faleceu no cargo                         |
| 71.º                                     | Fabián Sebastián Arenzana y Magdaleno    | 1865 - 1874                              | Faleceu no cargo                         |
| 70.º                                     | Antolín Monescillo y Viso                | 1861 - 1865                              | Nomeado bispo de Jaén                    |
| 69.º                                     | Cipriano Juárez y Berzosa                | 1852 - 1861                              | Faleceu no cargo                         |
| 68.º                                     | Miguel José Irigoyen                     | 1850 - 1852                              | Faleceu no cargo                         |
| 67.º                                     | Gaspar Cos y Soberón                     | 1848 - 1848                              | Faleceu no cargo                         |
| 66.º                                     | Pablo García Abella, C.O.                | 1833 - 1848                              | Nomeado arcebispo de Valência            |
| 65.º                                     | Ignacio Ribes Mayor                      | 1828 - 1832                              | Nomeado arcebispo de Burgos              |
| 64.º                                     | Atanasio Puyal y Poveda                  | 1814 - 1827                              | Faleceu no cargo                         |
| 63.º                                     | Francisco Mateo Aguiriano Gómez          | 1790 - 1813                              | Faleceu no cargo                         |
| 62.º                                     | Pedro Luis Ozta Múzquiz                  | 1785 - 1789                              | Faleceu no cargo                         |
| 61.º                                     | Juan Luengo Pinto                        | 1764 - 1784                              | Faleceu no cargo                         |
| 60.º                                     | Andrés Porras y Termes                   | 1753 - 1764                              | Faleceu no cargo                         |
| 59.º                                     | Diego Rojas y Contreras                  | 1748 - 1753                              | Nomeado bispo de Cartagena               |
| 58.º                                     | Antonio Horcasitas y Avellaneda          | 1715 - 1716                              |                                          |
| 57.º                                     | Ildefonso de Mena y Borja                | 1702 - 1714                              | Faleceu no cargo                         |
| 56.º                                     | Francisco Antonio de Borja-Centelles     | 1701 - 1702                              | Nomeado arcebispo de Burgos              |
| 55.º                                     | Pedro de Lepe Orantes                    | 1686 - 1700                              | Faleceu no cargo                         |
| 54.º                                     | Gabriel de Esparza Pérez                 | 1670 - 1686                              | Faleceu no cargo                         |
| 53.º                                     | Francisco Rodríguez Castañón             | 1667 - 1669                              | Faleceu no cargo                         |
| 52.º                                     | José de la Peña García de Ceniceros      | 1663 - 1667                              | Faleceu no cargo                         |
| 51.º                                     | Bernardo de Hontiveros, O.S.B.           | 1659 - 1662                              | Faleceu no cargo                         |
| 50.º                                     | Fernando Heras Manrique                  | 1658 - 1659                              | Faleceu no cargo                         |
| 49.º                                     | Martín López de Hontiveros               | 1657 - 1658                              | Nomeado arcebispo de Valência            |
| 48.º                                     | Juan Juániz de Echalar                   | 1647 - 1656                              | Faleceu no cargo                         |
| 47.º                                     | Juan Piñeiro Osorio                      | 1643 - 1647                              | Nomeado bispo de Pamplona                |
| 46.º                                     | Gonzalo Chacón Velasco y Fajardo         | 1633 - 1642                              | Faleceu no cargo                         |
| 45.º                                     | Miguel Ayala                             | 1628 - 1632                              | Faleceu no cargo                         |
| 44.º                                     | Pedro González del Castillo              | 1614 - 1627                              | Faleceu no cargo                         |
| 43.º                                     | Pedro Zamora                             | 1613 - 1613                              | Faleceu no cargo                         |
| 42.º                                     | Pedro Manso Zuñiga                       | 1594 - 1612                              | Faleceu no cargo                         |
| 41.º                                     | Pedro Portocarrero                       | 1589 - 1594                              | Nomeado bispo de Córdova                 |
| 40.º                                     | Antonio Manrique, O.F.M. Obs.            | 1587 - 1589                              | Faleceu no cargo                         |
| 39.º                                     | Juan Ochoa Salazar                       | 1577 - 1587                              | Nomeado bispo de Plasencia               |
| 38.º                                     | Juan Quiñones Guzmán                     | 1559 - 1576                              | Faleceu no cargo                         |
| 37.º                                     | Diego Fernández de Córdoba Velasco       | 1557 - 1558                              | Faleceu no cargo                         |
| 36.º                                     | Juan Bernal Díaz de Luco                 | 1545 - 1556                              | Faleceu no cargo                         |
| 35.º                                     | Juan Yañez                               | 1543 - 1544                              | Faleceu no cargo                         |
| 34.º                                     | Antonio Ramírez de Haro                  | 1541 - 1543                              | Nomeado bispo de Segóvia                 |
| 33.º                                     | Alonso de Castela Zúniga                 | 1523 - 1541                              | Faleceu no cargo                         |
| 32.º                                     | Juan Castellanos de Villalba             | 1515 - 1522                              | Faleceu no cargo                         |
| 31.º                                     | Jaime Serra i Cau                        | 1514 - 1515                              | Renunciou                                |
| 30.º                                     | Juan Fernández Velasco                   | 1505 - 1514                              | Nomeado bispo de Palência                |
| 29.º                                     | Fadrique de Portugal Noreña, O.S.B.      | 1503 - 1508                              | Nomeado bispo de Segóvia                 |
| 28.º                                     | Juan Ortega Bravo de la Laguna           | 1499 - 1503                              | Nomeado bispo de Cória                   |
| 27.º                                     | Pedro Aranda                             | 1477 - 1494                              |                                          |
| 26.º                                     | Juan Díaz de Coca                        | 1470 - 1477                              | Faleceu no cargo                         |
| 25.º                                     | Rodrigo Sánchez de Arévalo               | 1467 - 1469                              | Nomeado bispo de Palência                |
| 24.º                                     | Pedro González de Mendoza                | 1453 - 1467                              | Nomeado bispo de Sigüenza                |
| 23.º                                     | Pedro López de Miranda                   | 1443 - 1453                              | Faleceu no cargo                         |
| 22.º                                     | Diego López de Zúñiga                    | 1408 - 1443                              | Faleceu no cargo                         |
| 21.º                                     | Fernando Manuel                          | 1403 - 1408                              | Faleceu no cargo                         |
| 20.º                                     | Juan Ramírez de Guzmán                   | 1394 - 1403                              | Nomeado bispo de Ávila                   |
| 19.º                                     | Juan de Villacreces                      | 1382 - 1394                              | Nomeado bispo de Burgos                  |
| 18.º                                     | Gonzalo Mena Roelas                      | 1373 - 1382                              | Nomeado bispo de Burgos                  |
| 17.º                                     | Robert Le Coq                            | 1362 - 1372                              | Faleceu no cargo                         |
| 16.º                                     | Fernando de Vargas                       | 1352 - 1362                              | Nomeado bispo de Burgos                  |
| 15.º                                     | Gonçalo                                  | 1351 - 1352                              | Faleceu no cargo                         |
| 14.º                                     | Lope de Fontecha                         | 1348 - 1351                              | Nomeado bispo de Burgos                  |
| 13.º                                     | Pedro de Pedroche                        | 1346 - 1348                              | Nomeado bispo de Burgos                  |
| 12.º                                     | Juan de Santo Domingo                    | 1326 - 1346                              | Faleceu no cargo                         |
| 11.º                                     | Miguel Romero de Yanguas                 | 1316 - 1326                              | Faleceu no cargo                         |
| 10.º                                     | Juan Muñoz Gómez de Hinojosa             | 1305 - 1315                              | Faleceu no cargo                         |
| 9.º                                      | Rodrigo Ordóñez                          | 1304 - 1305                              | Faleceu no cargo                         |
| 8.º                                      | Fernando González                        | 1300 - 1303                              | Faleceu no cargo                         |
| 7.º                                      | Juan Almorávida                          | 1287 - 1300                              | Nomeado arcebispo de Sevilha             |
| 6.º                                      | Martín González                          | 1285 - 1286                              | Nomeado bispo de Astorga                 |
| 5.º                                      | Rodrigo Jiménez                          | 1281 - 1282                              |                                          |
| 4.º                                      | Esteban de Sepúlveda                     | 1273 - 1280                              |                                          |
| 3.º                                      | Vivián                                   | 1263 - 1273                              |                                          |
| 2.º                                      | Jerónimo Aznar                           | 1238 - 1263                              |                                          |
| 1.º                                      | Fernando González                        | 1235 - 1237                              |                                          |
| Bispos de La Calzada                     |                                          |                                          |                                          |
| 1.º                                      | Fernando González                        | 1232 - 1235                              |                                          |
| Bispos de Calahorra                      |                                          |                                          |                                          |
| 6.º                                      | Fernando González                        | 1220 - 1232                              |                                          |
| 5.º                                      | Guillermo Durán y Rodrigo de Basín       | 1217 - 1221                              |                                          |
| 4.º                                      | Juan García de Agoncilo                  | 1207 - 1216                              |                                          |
| 3.º                                      | Juan de Préjano                          | 1197 - 1202                              |                                          |
| 2.º                                      | García                                   | 1190 - ?                                 |                                          |
| 1.º                                      | Rodrigo de Cascante                      | 1170 - 1190                              |                                          |